# Isaak Markovich Khalatnikov
Isaak Markovich Khalatnikov (em russo:  Исаак Маркович Халатников; Dnipropetrovsk, 17 de outubro de 1919 – Chernogolovka, 9 de janeiro de 2021) foi um físico russo. Ficou conhecido por ter desenvolvido a singularidade BKL na relatividade geral.

## Biografia
Khalatnikov nasceu em Dnipropetrovsk e graduou-se em física em 1941 na Universidade Nacional de Dnipropetrovsk. Foi membro do Partido Comunista da União Soviética desde 1944. Obteve o doutorado em 1952. Sua mulher Valentina era filha do heroi revolucionário Nikolay Shchors.
A maior parte das pesquisas de Khalatnikov foram em parceria com Lev Landau, incluindo a teoria Landau-Khalatnikov theory de superfluidez.
Em 1970, inspirado pelo modelo mixmaster introduzido por Charles Misner, então na Universidade de Princeton, Khalatnikov, juntamente com Vladimir Belinski e Evgeny Lifshitz, introduziu o que mais tarde seria denominado singularidade BKL, que é amplamente reconhecido como um dos mais destacados problemas ainda em aberto da teoria clássica da gravitação.
Khalatnikov foi diretor do Instituto Landau de Física Teórica em Moscou, de 1965 a 1992. Foi eleito para a Academia de Ciências da Rússia em 1984. Recebeu a Medalha de Ouro Landau de 1974, o Prêmio Humboldt e a Medalha Blaise Pascal de 2005. Foi membro estrangeiro da Royal Society.
Morreu em 9 de janeiro de 2021, aos 101 anos.

## Prêmios e condecorações
- Ordem da Insígnia de Honra